# Rick Knoop
Rick Knoop (ur. 8 lipca 1953 roku) – amerykański kierowca wyścigowy.

## Kariera
Knoop rozpoczął karierę w międzynarodowych wyścigach samochodowych w 1979 roku od startu w wyścigu SCCA Citicorp Can-Am Challenge, którego jednak nie ukończył. W późniejszych latach Amerykanin pojawiał się także w stawce 24-godzinnego wyścigu Le Mans, World Sportscar Championship, World Challenge for Endurance Drivers, World Championship for Drivers and Makes, IMSA Camel GT Championship, IMSA GTU Championship, IMSA Camel GTO, FIA World Endurance Championship, IMSA Camel GTP Championship, NASCAR Winston Cup, SCCA/Escort Endurance Championship, American Le Mans Series, Grand American Rolex Series, 24-godzinnego wyścigu Daytona oraz 12-godzinnego wyścigu Sebring.